# Platypalpus churchillensis
Platypalpus churchillensis är en tvåvingeart som beskrevs av Chillcott 1962. Platypalpus churchillensis ingår i släktet Platypalpus och familjen puckeldansflugor.
Artens utbredningsområde är Manitoba. Inga underarter finns listade i Catalogue of Life.